# Trophée Chopard
Trophée Chopard és un guardó atorgat per un jurat de professionals a dos joves intèrprets a fi de reconèixer i fomentar la seva carrera. Va ser fundat l'any 2001 per l'empresa de rellotges suïssa Chopard i des d'aleshores es presenta cada any durant el Festival Internacional de Cinema de Canes, on es lliura als premiats un trofeu en forma de cinta de pel·lícula daurada.

## Guanyadors/es
| Any  | Revelació masculina de l'any | Revelació femenina de l'any | Ref.   |
| ---- | ---------------------------- | --------------------------- | ------ |
| 2001 | Eduardo Noriega              | Audrey Tautou               | [ 2 ]  |
| 2002 | Hayden Christensen           | Ludivine Sagnier Paz Vega   | [ 2 ]  |
| 2003 | Gael García Bernal           | Diane Kruger                | [ 2 ]  |
| 2004 | Rodrigo Santoro              | Marion Cotillard            | [ 2 ]  |
| 2005 | Jonathan Rhys Meyers         | Kelly Reilly                | [ 2 ]  |
| 2006 | Kevin Zegers                 | Jasmine Trinca              | [ 3 ]  |
| 2007 | James McAvoy Nick Cannon     | Archie Panjabi              | [ 4 ]  |
| 2008 | Omar Metwally                | Tang Wei                    | [ 5 ]  |
| 2009 | David Kross                  | Léa Seydoux                 | [ 6 ]  |
| 2010 | Edward Hogg                  | Liya Kebede                 | [ 7 ]  |
| 2011 | Niels Schneider              | Àstrid Bergès-Frisbey       | [ 8 ]  |
| 2012 | Ezra Miller                  | Shailene Woodley            | [ 9 ]  |
| 2013 | Jeremy Irvine                | Blanca Suárez               | [ 10 ] |
| 2014 | Logan Lerman                 | Adèle Exarchopoulos         | [ 11 ] |
| 2015 | Jack O'Connell               | Lola Kirke                  | [ 12 ] |
| 2016 | John Boyega                  | Bel Powley                  | [ 13 ] |
| 2017 | George MacKay                | Anya Taylor-Joy             | [ 14 ] |
| 2018 | Joe Alwyn                    | Elizabeth Debicki           | [ 15 ] |
| 2019 | François Civil               | Florence Pugh               | [ 16 ] |
| 2021 | Kingsley Ben-Adir            | Jessie Buckley              | [ 17 ] |
| 2022 | Jack Lowden                  | Sheila Atim                 | [ 18 ] |
| 2023 | Daryl McCormack              | Naomi Ackie                 | [ 19 ] |
| 2024 | Mike Faist                   | Sophie Wilde                | [ 20 ] |

## Presentadors/es
| Any  | Presentador/a               |
| ---- | --------------------------- |
| 2001 | Emmanuelle Béart            |
| 2002 | Gong Li                     |
| 2003 | Isabelle Adjani             |
| 2004 | Laura Morante               |
| 2005 | Sharon Stone                |
| 2006 | Elton John Elizabeth Hurley |
| 2007 | Jude Law                    |
| 2008 | Gwyneth Paltrow             |
| 2009 | Marion Cotillard            |
| 2010 | Helen Mirren                |
| 2011 | Robert De Niro              |
| 2012 | Sean Penn                   |
| 2013 | Colin Firth                 |
| 2014 | Cate Blanchett              |
| 2015 | Julianne Moore              |
| 2016 | Juliette Binoche            |
| 2017 | Charlize Theron             |
| 2018 | Diane Kruger                |
| 2019 | Zhang Ziyi                  |
| 2021 | Jessica Chastain            |
| 2022 | Julia Roberts               |
| 2023 | Natalie Portman             |
| 2024 | Demi Moore                  |